# Pioneer (Ohio)
Pioneer é uma vila localizada no estado norte-americano de Ohio, no Condado de Williams.

## Demografia
Segundo o censo norte-americano de 2000, a sua população era de 1460 habitantes.
Em 2006, foi estimada uma população de 1420, um decréscimo de 40 (-2.7%).

## Geografia
De acordo com o United States Census Bureau tem uma área de
4,3 km², dos quais 4,1 km² cobertos por terra e 0,2 km² cobertos por água. Pioneer localiza-se a aproximadamente 279 m acima do nível do mar.

## Localidades na vizinhança
O diagrama seguinte representa as localidades num raio de 16 km ao redor de Pioneer.